# Associazione Calcio Legnano 2001-2002
Questa pagina raccoglie le informazioni riguardanti l'Associazione Calcio Legnano nelle competizioni ufficiali della stagione 2001-2002.

## Stagione

Stefano Salvatori, al Legnano dal 2001 al 2002

All'inizio della stagione 2001-2002 il presidente Mauro Rusignuolo rende pubblica la volontà di vendere il Legnano. In un clima nuovamente caratterizzato da un'incertezza diffusa, l'obiettivo dichiarato è ancora la salvezza. Per quanto riguarda il calciomercato, lasciano i Lilla i difensori Gianluca Bestetti e Enrico Sala, i centrocampisti Stephan Lerda, Marco Mallus, Giovanni Livieri, Maurizio Franchi e Luca Landonio e gli attaccanti Giovanni Spinelli, Fabio Angeretti e Riccardo Galbusera. La campagna acquisti è limitata all'innesto di qualche giovane calciatore di belle speranze come i difensori Gabriele Cecchetto e Alessandro Merlin, il centrocampista Manuel Iori e l'attaccante Altin Shala, a cui si aggiungono due giocatori di esperienza, il centrocampista Stefano Salvatori e l'attaccante Adriano Alex Taribello.
Nella stagione 2001-2002 il Legnano disputa il girone A del campionato di Serie C2, piazzandosi all'undicesima posizione in classifica con 40 punti. Il torneo viene vinto con 66 punti dal Prato, che ottiene la promozione diretta in Serie C1, mentre la seconda promossa è la Pro Patria che vince i play-off. Anche questa stagione è caratterizzata da un ottimo inizio, che proietta momentaneamente i Lilla al terzo posto in classifica. Questa fase positiva è però seguita da un vistoso calo di rendimento, che porta il Legnano a metà classifica. A metà stagione l'allenatore Mario Belluzzo è esonerato e viene sostituito da Ernestino Ramella, che riesce a portare alla salvezza la squadra. Invece, in Coppa Italia Serie C, il Legnano giunge quarto nel girone A, risultato che non è sufficiente per passare il turno.

## Divise e sponsor
| Casa |

## Organigramma societario
Area direttiva
- Presidente: Mauro Rusignuolo
- Direttore generale: Antonio di Bari

Area tecnica
- Allenatore: Mario Belluzzo, poi Ernestino Ramella

## Rosa
| N. |                   | Ruolo | Calciatore           |
| -- | ----------------- | ----- | -------------------- |
|    | Italia (bandiera) | A     | Lorenzo Buzzetti     |
|    | Italia (bandiera) | A     | Francesco Cardamone  |
|    | Italia (bandiera) | A     | Marco Cavicchia      |
|    | Italia (bandiera) | D     | Gabriele Cecchetto   |
|    | Italia (bandiera) | C     | Andrea Corrent       |
|    | Italia (bandiera) | C     | Michele Garegnani    |
|    | Italia (bandiera) | D     | Alberto Gruttadauria |
|    | Italia (bandiera) | C     | Manuel Iori          |
|    | Italia (bandiera) | C     | Marcello Koffi Teya  |
|    | Italia (bandiera) | P     | Fabio Lico           |
|    | Italia (bandiera) | D     | Maurizio Lizzani     |
|    | Italia (bandiera) | D     | Cristian Marcat      |

| N. |                    | Ruolo | Calciatore             |
| -- | ------------------ | ----- | ---------------------- |
|    | Italia (bandiera)  | D     | Alessandro Merlin      |
|    | Italia (bandiera)  | D     | Enrico Modica          |
|    | Italia (bandiera)  | A     | Simone Moretti         |
|    | Italia (bandiera)  | A     | Stefano Panzeri        |
|    | Italia (bandiera)  | P     | Roberto Pavesi         |
|    | Italia (bandiera)  | D     | Giovanni Regazzoni     |
|    | Italia (bandiera)  | C     | Stefano Salvatori      |
|    | Italia (bandiera)  | C     | Cristiano Scapolo      |
|    | Italia (bandiera)  | D     | Sandro Schenone        |
|    | Albania (bandiera) | A     | Altin Shala            |
|    | Italia (bandiera)  | A     | Gianpiero Tagliavini   |
|    | Italia (bandiera)  | A     | Adriano Alex Taribello |

## Risultati

### Campionato

#### Girone di andata
| Arbitro: | Capozzi (Vicenza) |

|           |           |                                        |
| Shala 60’ | Marcatori | 12’ (rig.) Spader 42’ Serra 82’ Zirafa |

| Poggibonsi 9 settembre 2001 2ª giornata | Poggibonsi       | 0 – 0 | Legnano | Stadio Stefano Lotti\| Arbitro: \| Rubino (Salerno) \| |
| Arbitro:                                | Rubino (Salerno) |       |         |                                                        |

| Arbitro: | Saveri (Viterbo) |

|                                            |           |  |
| Panzeri 47’, 80’ Grattaduria 55’ Koffi 84’ | Marcatori |  |

| Arbitro: | Gandolfi (Cremona) |

|                         |           |  |
| Lugnan 30’ Pagliuca 77’ | Marcatori |  |

| Arbitro: | Fiori (Perugia) |

|               |           |  |
| Taribello 76’ | Marcatori |  |

| Pavia 7 ottobre 2001 6ª giornata | Pavia            | 0 – 0 | Legnano | Stadio Pietro Fortunati\| Arbitro: \| Tonin (Piombino) \| |
| Arbitro:                         | Tonin (Piombino) |       |         |                                                           |

| Arbitro: | Bernardoni (Modena) |

|                           |           |  |
| Grattaduria 52’ Shala 65’ | Marcatori |  |

| Arbitro: | Rubino (Salerno) |

|                      |           |                               |
| Taribello 77’ (aut.) | Marcatori | 89’ Garegnani 90+4’ Cardamone |

| Arbitro: | Finazzi (Torino) |

|                               |           |  |
| Grattaduria 19’ Taribello 90’ | Marcatori |  |

| Arbitro: | Damato (Barletta) |

|                 |           |                |
| Panesi 52’, 82’ | Marcatori | 17’, 35’ Shala |

| Arbitro: | D'Aguanno (Marsala) |

|  |           |                                     |
|  | Marcatori | 17’ F. Lorenzini 31’, 63’ Mirabelli |

| Sesto San Giovanni 17 novembre 2001 12ª giornata | Pro Sesto        | 0 – 0 | Legnano | Stadio Breda\| Arbitro: \| Rocchi (Firenze) \| |
| Arbitro:                                         | Rocchi (Firenze) |       |         |                                                |

| Arbitro: | Saveri (Viterbo) |

|  |           |                |
|  | Marcatori | 86’ F. Coppola |

| Arbitro: | Mariuzzo (Venezia) |

|             |           |                             |
| Moretti 72’ | Marcatori | 20’ Chiarotto 84’ Zaffaroni |

| Arbitro: | Di Renzo (Ostia Lido) |

|            |           |  |
| Buglio 85’ | Marcatori |  |

| Arbitro: | Zanzi (Lugo di Romagna) |

|                      |           |                            |
| Garegnani 19’ (rig.) | Marcatori | 48’ Garavelli 64’ Compiani |

| Arbitro: | Rubino (Salerno) |

|                         |           |             |
| Palombo 27’ (rig.), 82’ | Marcatori | 54’ Moretti |

#### Girone di ritorno
| Arbitro: | Nicoletti (Macerata) |

|                            |           |  |
| Spader 67’ Zirafa 76’, 80’ | Marcatori |  |

| Arbitro: | Ongaro (Rovigo) |

|               |           |  |
| Cavicchia 44’ | Marcatori |  |

| San Giovanni Valdarno 20 gennaio 2002 20ª giornata | Sangiovannese         | 0 – 0 | Legnano | Stadio Virgilio Fedini\| Arbitro: \| C. Rodomonti (Teramo) \| |
| Arbitro:                                           | C. Rodomonti (Teramo) |       |         |                                                               |

| Arbitro: | Latella (Potenza) |

|                               |           |                        |
| Shala 3’ (rig.) Taribello 20’ | Marcatori | 43’, 68’ (rig.) Maiolo |

| Arbitro: | Landolfo (Frattamaggiore) |

|             |           |  |
| Carbone 42’ | Marcatori |  |

| Arbitro: | Marti (Modena) |

|  |           |                     |
|  | Marcatori | 46’, 61’ M. Rossini |

| Arbitro: | Ciampi (Roma) |

|            |           |               |
| Fruzza 23’ | Marcatori | 29’ Taribello |

| Arbitro: | Masiero (Venezia) |

|                           |           |             |
| Shala 82’ Taribello 90+2’ | Marcatori | 41’ Morelli |

| Montevarchi 3 marzo 2002 26ª giornata | Montevarchi        | 0 – 0 | Legnano | Stadio Gastone Brilli Peri\| Arbitro: \| Ciliberto (Merano) \| |
| Arbitro:                              | Ciliberto (Merano) |       |         |                                                                |

| Arbitro: | Tagliavento (Terni) |

|                      |           |              |
| Garegnani 21’ (rig.) | Marcatori | 62’ Rizzioli |

| Vercelli 24 marzo 2002 28ª giornata | Pro Vercelli       | 0 – 0 | Legnano | Stadio Silvio Piola\| Arbitro: \| P.C. Rossi (Forlì) \| |
| Arbitro:                            | P.C. Rossi (Forlì) |       |         |                                                         |

| Arbitro: | Bernardoni (Modena) |

|            |           |  |
| Scapolo 4’ | Marcatori |  |

| Cremona 7 aprile 2002 30ª giornata | Cremonese          | 0 – 0 | Legnano | Stadio Giovanni Zini\| Arbitro: \| Marchesi (Bergamo) \| |
| Arbitro:                           | Marchesi (Bergamo) |       |         |                                                          |

| Busto Arsizio 14 aprile 2002 31ª giornata | Pro Patria        | 0 – 0 | Legnano | Stadio Carlo Speroni\| Arbitro: \| Damato (Barletta) \| |
| Arbitro:                                  | Damato (Barletta) |       |         |                                                         |

| Arbitro: | Castagneri (Torino) |

|             |           |  |
| Moretti 86’ | Marcatori |  |

| Arbitro: | Carrer (Conegliano) |

|          |           |               |
| Amato 6’ | Marcatori | 83’ Cavicchia |

| Arbitro: | Ciancaleoni (Foligno) |

|               |           |                                       |
| Cavicchia 77’ | Marcatori | 22’ Rubino 29’ Palombo 90+4’ Dal Moro |

### Coppa Italia Serie C (girone A)
| Arbitro: | Ciliberto (Merano) |

|  |           |             |
|  | Marcatori | 50’ Porfido |

| Vercelli 19 agosto 2001 2ª giornata | Pro Vercelli | 0 – 1 | Legnano | Stadio Silvio Piola |
| \| \| \| \| \| \| Marcatori \| . \| |              |       |         |                     |
|                                     |              |       |         |                     |
|                                     | Marcatori    | .     |         |                     |

| 22 agosto 2001 3ª giornata |  | – Turno di riposo Legnano |  |  |

| Legnano 26 agosto 2001 4ª giornata  | Legnano   | 1 – 2 | Varese | Stadio Giovanni Mari |
| \| \| \| \| \| \| Marcatori \| . \| |           |       |        |                      |
|                                     |           |       |        |                      |
|                                     | Marcatori | .     |        |                      |

| Biella 29 agosto 2001 5ª giornata   | Biellese  | 2 – 1 | Legnano | Stadio Lamarmora |
| \| \| \| \| \| \| Marcatori \| . \| |           |       |         |                  |
|                                     |           |       |         |                  |
|                                     | Marcatori | .     |         |                  |

## Statistiche

### Statistiche di squadra
| Competizione         | Punti | Totale | Totale | Totale | Totale | Totale | Totale | DR |
| Competizione         | Punti | G      | V      | N      | P      | Gf     | Gs     | DR |
| -------------------- | ----- | ------ | ------ | ------ | ------ | ------ | ------ | -- |
| Serie C2             | 40    | 34     | 9      | 13     | 12     | 28     | 34     | -6 |
| Coppa Italia Serie C | 3     | 4      | 1      | 0      | 3      | 3      | 5      | -2 |

### Statistiche dei giocatori
| Giocatore       | Serie C2 | Serie C2 |
| Giocatore       | Presenze | Reti     |
| --------------- | -------- | -------- |
| L. Buzzetti     | 2        | 0        |
| F. Cardamone    | 34       | 1        |
| M. Cavicchia    | 14       | 3        |
| G. Cecchetto    | 10       | 0        |
| A. Corrent      | 3        | 0        |
| M. Garegnani    | 28       | 3        |
| A. Gruttadauria | 14       | 3        |
| M. Iori         | 26       | 0        |
| M. Koffi Teya   | 31       | 1        |
| F. Lico         | 1        | 0        |
| M. Lizzani      | 16       | 0        |
| C. Marcat       | 27       | 0        |
| A. Merlin       | 29       | 0        |
| E. Modica       | 11       | 0        |
| S. Moretti      | 21       | 3        |
| S. Panzeri      | 13       | 2        |
| R. Pavesi       | 33       | 0        |
| G. Regazzoni    | 8        | 0        |
| S. Salvatori    | 25       | 0        |
| C. Scapolo      | 11       | 1        |
| S. Schenone     | 29       | 0        |
| A. Shala        | 33       | 6        |
| G. Tagliavini   | 3        | 0        |
| A. Taribello    | 26       | 6        |